# Masacre de Bambamarca
La masacre de Bambamarca ocurrió el 14 de diciembre de 2019 cuando un grupo de desconocidos fusilaron a una familia de 6 integrantes, uno de ellos en el vientre materno. El suceso se llevó a cabo en el poblado Rinconada, del distrito de Bambamarca de la provincia de Hualgayoc en el centro del departamento de Cajamarca, Perú.
De la masacre, se encontró a dos féminas como sobrevivientes. Los cuerpos fueron enterrados el 18 de diciembre del mismo año en el cementerio de Yerba Santa Alta.

## Ataque
La masacre se desarrolló en las primeras horas del 14 de diciembre en una rústica casa de Rinconada en el rural distrito de Bambamarca. La masacre fue reportada la madrugada del mismo día por el teniente gobernador local Cuadratura Ermitaño Mendoza Mendoza a través de una llamada a la comisaría de la provincia de Hualgayoc. Los padres asesinados estaban implicados en disputas de terrenos por lo que las autoridades sospechaban de ser este el principal motivo de la matanza. Por otro lado el Coronel de la Policía Nacional del Perú en Cajamarca Ricardo Trujillo informó que:

Los presuntos criminales no han llegado en ningún vehículo, porque es una zona de difícil acceso. Todo indica que han esperado el momento oportuno para entrar y atacarlos de frente.

En esa misma línea Trujillo confirmó que una de las víctimas era una menor de 17 años que se encontraba embarazada, lo cual pudiera tener una influencia en la motivación de los asesinos:

Vamos a ver si el embarazo de la menor tiene algo que ver con este crimen.

Los cuerpos fueron traslados a la morgue de la ciudad de Cajamarca. Investigaciones posteriores, dieron que la familia fue asesinada cuando regresaban de una reunión.

## Víctimas

### Asesinados
Las víctimas fatales fueron Manuel Arévalo Carrión (66 años), María Rojana Guevara Mendoza (51), tres menores de 7, 11 y 17 años, esta última llevaba un embarazo elevado.

### Sobrevivientes
Se registró que una niña de nueve años logró salvarse de la masacre por esconderse por debajo de la cama de su dormitorio; Rosa Arévalo Becerra, tía de la menor por parte paterna también sobrevivió, pues solamente resultó herida de bala en el muslo derecho.